# Vito Schlickmann
Vito Schlickmann (São Ludgero, 28 de dezembro de 1928 - Florianópolis, 14 de fevereiro de 2023 ) foi um bispo auxiliar emérito da Arquidiocese de Florianópolis.

## Biografia
Dom Vito nasceu em São Ludgero no dia 28 de dezembro de 1928, filho e Henrique Schlickmann e Bertha Oenning. Fez seus estudos primários em São Ludgero e no Seminário de Azambuja em Brusque (1941-1944). Realizou seus estudos do segundo grau no mesmo seminário em Brusque (1945-1947). Após o recebimento da Batina, fez os estudos do Seminário Maior (Filosofia e Teologia) no Seminário Central de São Leopoldo-RS (1948-1954).

## Antes do episcopado
Foi ordenado sacerdote por Dom Joaquim Domingues de Oliveira
no dia 28 de novembro de 1954, em São Ludgero.
- Professor no Seminário Menor Metropolitano, Azambuja - Brusque-SC (1955-1958);
- Auxiliar na Paróquia São Luiz Gonzaga em Brusque-SC (1955-1956);
- Reitor e Administrador do Seminário Preparatório, Antônio Carlos-SC (1959-abril de 1970);
- Reitor do Seminário Menor Metropolitano, Azambuja – Brusque-SC (maio de 1970-1983);
- Reitor do Santuário N. Sra. de Azambuja, Brusque-SC (1970-1983);
- Diretor do Museu Arquidiocesano, Azambuja – Brusque-SC (1970-1983);
- Assistente Espiritual do Hospital Arquidiocese Consul Carlos Renaux, Azambuja em Brusque-SC (1970-1983);
- Pároco de Santa Teresinha, Brusque (1984-1985);
- Vigário Paroquial dos Sagrados Corações, São José-SC (1989);
- Pároco da Santa Cruz, Barreiros – São José-SC (1990-1991);
- Professor do Instituto Teológico S. Catarina (1991-1994);
- Vigário Geral de Florianópolis (1991-1994);
- Presidente do Tribunal Eclesiástico Regional de Florianópolis (1992-1994).

## Após o episcopado
Sendo eleito bispo titular de Gurza em 25 de janeiro de 1995, foi sagrado bispo em 25 de março de 1995, na paróquia Sagrados Corações em São José, sendo sagrante principal Dom Eusébio Oscar Cardeal Scheid e co-consagrantes Dom Tito Buss e Dom Murilo Sebastião Ramos Krieger.
- Vigário Geral de Florianópolis-SC (1995-2011);
- Presidente do Tribunal Eclesiástico Regional de Florianópolis-SC (1995-2002);
- Administrador Arquidiocesano de Florianópolis (setembro de 2001-abril de 2002).

## Ordenações episcopais
Dom Vito foi concelebrante da ordenação episcopal de:
- Dom Luiz Carlos Eccel (1999)
- Dom Manoel João Francisco (1999)
- Dom Augustinho Petry (2001)
- Dom João Francisco Salm (2012)

## Brasão episcopal
Ut Omnes unum Sint (Que todos sejam um, como tu, Pai, estás em mim e eu em ti - Jo 17,21).
As cores de nosso estado, juntamente com a bromélia de ouro, simbolizam o grande amor de Dom Vito pelo seu povo, pela sua gente simples, pelas belezas desta terra abençoada, e o empenho em prol da ecologia.
A estola, ornada de cruzes, circundando uma estrela prateada, indica o grande trabalho do Prelado em favor da formação sacerdotal. Os corações entrelaçados apelam para a Trindade Santíssima, causa e termo final de toda a união verdadeira, expressa pelo lema "Que todos sejam um" (Jo 17,21).
O manto vermelho relembra o caminho do sacrifício para se chegar à santidade: ideal dos cristãos e, mais ainda, dos pastores.
Comentário
A unidade entre os discípulos de Jesus é maior e o mais belo testemunho de que ELE é o enviado do PAI. A perfeita unidade brota do verdadeiro amor, do qual Cristo nos deu o exemplo. Cristo sintetizou o amor-unidade na Eucaristia. Foi logo após a instituição da Eucaristia que Ele rezou ao Pai: "Que todos sejam um, como tu, Pai, estás em mim e eu em ti" (Jo 17,21).
NB: O Brasão é criação artística do Sr. Victor Hugo Carneiro Lopes (Salvador – BA).